# Рилска грамота
Рилската грамота е хрисовул, издаден от канцеларията на цар Иван Шишман (1371 – 1393) на Рилския манастир.
Грамотата е издадена на 21 септември 1378 година и е подпечатана със златния печат на цар Иван Шишман. Писана е на пергамент с размери 130 × 22 cm с полуустав.
С Рилската грамота на манастира се дават като феодални владения повече от 20 села и метоси в югозападните български земи заедно със землищата им. Грамотата е ценен извор за фискалната уредба и административното устройство на Второто българско царство. В нея е изброена провинциалната българска администрация и длъжностни лица – севасти, съдии, практори, примикюри, алагатори, перпираки, житари, свински и овчи десеткари, аподохатори, комиси, стратори, сенари, митати, крагуяри, градари, варничи, побирчии, находници. Рилската грамота се използва като извор за манастирските имунитети във Втората българска държава. Сведенията в нея дават представа и за границата между Търновското царство и Княжеството на Драгаши през 70-те години на XIV век.
В грамотата е засвидетелствана неутрализацията на морфологичната категория род при формите за множествено число на прилагателните имена и употребата на обща множествена форма за всички родове на прилагателното име, например раꙁлошкы попове вместо раꙁложци или раꙁложсти. Среща се ново окончание -омь за творителен падеж, единствено число на същестителните имена от женски род (рѣкѡмь). Употребяват се нови колективни форми на съществителните имена като нивꙗ, лоꙁꙗ. Новост е използването на следлога ради пред съществително име, а не след него: ради обновлениꙗ.
За пръв път Рилската грамота е публикувана от Васил Априлов през 1845 година, следван от Григорий Илински (1911), Йордан Иванов, Иван Дуйчев и други. Съществуват и мнения (Георги Баласчев, Владимир Мошин, Валери Стоянов), че грамотата не е автентична и е написана или преписана през следващите векове.
Грамотата се съхранява в музея на Рилския манастир.

## Издания
- Срезневский, Измаил Иванович (1879). Свѣдѣния и замѣтки о малоизвѣстных и неизвѣстных памятниках: LXXXI-XC. Санкт Петербург: Типографія Императорской Академіи Наукъ, с. 35 – 39, https://books.google.bg/books?id=5HFmAAAAcAAJ&dq=Срезневский%2C%20„Свѣдѣнiя%20и%20замѣтки”&hl=bg&pg=PP1#v=onepage&q&f=false
- Дуйчев, Иван (1986). Рилската грамота на цар Иван Шишман от 1378 година. София, https://drive.google.com/file/d/1ZdXEiKg7fvbds-3crkU2RwSzR8t747vW/view
- Ильинский, Г.А. (1911). Грамоты болгарских царей. – Древности. Труды славянской комиссии Имп. Моск. Аррхеолог. общества, 5. Москва,  с. 26 – 28, https://catalog.libfl.ru/Bookreader/Viewer?bookID=BJVVV_1365375&view_mode=HQ#page/751/mode/1up, посетен на 12 септември 2023
- Даскалова, А.; Райкова, М. (2005). Грамоти на българските царе. София, с. 10, 44 – 46 и др.

## Превод и обяснения
- Начев, В. (1996). Български царски грамоти. София, с. 154 – 176

## Изследвания
- Чолева-Димитрова, Анна (2002). Селищни имена от Югозападна България. Изследване речник. Pensoft Publishers, https://books.google.com/books?id=7YVkvkXXSb8C&pg=PA26

## Цитирана литература
- Андреев, Михаил (1965). Ватопедската грамота и въпросите на българското феодално право. София
- Матанов, Христо. (1986). Югозападните български земи през XIV век. София, http://www.promacedonia.org/hm2/hm_6_1.html,
- Матанов, Христо (1997). Княжеството на Драгаши. Към историята на Североизточна Македония в предосманската епоха. София
- Мирчев, Кирил (1978). Историческа граматика на българския език. София: Наука и изкуство
- ((sr)) Мошин, Владимир (1970). Да ли је аутентична Рилска повеља цара Јована Шишмана?. – Историјски часопис, XVI-XVII. Београд,  275 – 299, https://books.google.com/books?id=WEp3CgAAQBAJ&pg=PA275